# 浙江溲疏
浙江溲疏（学名：Deutzia faberi）为虎耳草科溲疏属下的一个种。种名faberi以19世纪来中国传教、收集植物的德国植物学家花之安（Ernst Faber, 1839-1899）的名字命名。